# Vitória Cristina Rosa
Vitória Cristina Silva Rosa (née le 12 janvier 1996) est une athlète brésilienne, spécialiste du sprint. 

## Carrière
Elle participe aux 200 m des championnats du monde 2015 et 2017 et des Jeux olympiques de 2016.
Elle réalise le triplé 100 m, 200 m, 4 × 100 m aux championnats d'Amérique du Sud 2019, après avoir réalisé le doublé 200 m / 4 × 100 m en 2017.
Aux Jeux panaméricains 2019 à Lima, elle remporte 3 médailles : le bronze sur 100 m en 11 s 30, l'argent sur 200 m en 22 s 60 (record personnel) et le titre au relais 4 x 100 m en 43 s 04. Elle est la seule athlète à repartir des championnats avec 3 médailles.
En 2022 elle termine 8e du 60 mètres des championnats du monde en salle de Belgrade, après avoir battu en demi-finale le record sud-américain en 7 s 14.

## Palmarès
| Date | Compétition                            | Lieu              | Résultat | Épreuve   | Temps   |
| ---- | -------------------------------------- | ----------------- | -------- | --------- | ------- |
| 2014 | Championnats du monde juniors          | Eugene            | finale   | 4 × 100 m | DNF     |
| 2014 | Championnats d'Amérique du Sud espoirs | Montevideo        | 3e       | 100 m     | 11 s 64 |
| 2014 | Championnats d'Amérique du Sud espoirs | Montevideo        | 1re      | 4 × 100 m | 45 s 44 |
| 2015 | Championnats d'Amérique du Sud juniors | Cuenca            | 2e       | 200 m     | 23 s 48 |
| 2015 | Championnats d'Amérique du Sud juniors | Cuenca            | 1re      | 4 × 100 m | 44 s 67 |
| 2015 | Championnats d'Amérique du Sud         | Lima              | 4e       | 100 m     | 11 s 66 |
| 2015 | Championnats d'Amérique du Sud         | Lima              | 4e       | 200 m     | 23 s 66 |
| 2015 | Championnats d'Amérique du Sud         | Lima              | 2e       | 4 × 100 m | 44 s 43 |
| 2015 | Championnats panaméricains juniors     | Edmonton          | 5e       | 100 m     | 11 s 58 |
| 2015 | Championnats panaméricains juniors     | Edmonton          | 2e       | 200 m     | 23 s 42 |
| 2015 | Jeux panaméricains                     | Toronto           | 4e       | 4 × 100 m | 43 s 01 |
| 2015 | Jeux mondiaux militaires               | Mungyeong         | 7e       | 200 m     | 23 s 81 |
| 2015 | Jeux mondiaux militaires               | Mungyeong         | 1re      | 4 × 100 m | 43 s 87 |
| 2016 | Championnats d'Amérique du Sud espoirs | Lima              | 1re      | 200 m     | 23 s 95 |
| 2016 | Championnats d'Amérique du Sud espoirs | Lima              | 1re      | 4 × 100 m | 45 s 74 |
| 2017 | Relais mondiaux de l'IAAF              | Nassau            | finale   | 4 × 100 m | DNF     |
| 2017 | Championnats d'Amérique du Sud         | Lima              | 1re      | 200 m     | 22 s 67 |
| 2017 | Championnats d'Amérique du Sud         | Lima              | 1re      | 4 × 100 m | 43 s 12 |
| 2017 | Championnats du monde                  | Londres           | 7e       | 4 × 100 m | 42 s 63 |
| 2018 | Jeux sud-américains                    | Santiago du Chili | 3e       | 100 m     | 11 s 23 |
| 2018 | Jeux sud-américains                    | Santiago du Chili | 1re      | 200 m     | 22 s 87 |
| 2018 | Championnats ibéro-américains          | São Paulo         | 1re      | 100 m     | 11 s 33 |
| 2018 | Championnats ibéro-américains          | São Paulo         | 1re      | 200 m     | 22 s 90 |
| 2018 | Coupe continentale                     | Ostrava           | 1re      | 4 × 100 m | 42 s 11 |
| 2018 | Championnats d'Amérique du Sud espoirs | Cuenca            | 2e       | 100 m     | 11 s 17 |
| 2018 | Championnats d'Amérique du Sud espoirs | Cuenca            | 1re      | 200 m     | 23 s 04 |
| 2019 | Relais mondiaux de l'IAAF              | Nassau            | 4e       | 4 × 100 m | 43 s 75 |
| 2019 | Championnats d'Amérique du Sud         | Lima              | 1re      | 100 m     | 11 s 24 |
| 2019 | Championnats d'Amérique du Sud         | Lima              | 1re      | 200 m     | 22 s 87 |
| 2019 | Championnats d'Amérique du Sud         | Lima              | 1re      | 4 × 100 m | 44 s 70 |
| 2019 | Universiade                            | Naples            | 5e       | 100 m     | 11 s 41 |
| 2019 | Jeux panaméricains                     | Lima              | 2e       | 100 m     | 11 s 30 |
| 2019 | Jeux panaméricains                     | Lima              | 2e       | 200 m     | 22 s 60 |
| 2019 | Jeux panaméricains                     | Lima              | 1re      | 4 x 100 m | 43 s 04 |
| 2019 | Jeux mondiaux militaires               | Wuhan             | 3e       | 100 m     | 11 s 40 |
| 2019 | Jeux mondiaux militaires               | Wuhan             | 1re      | 4 x 100 m | 43 s 29 |
| 2021 | Championnats d'Amérique du Sud         | Guayaquil         | 1re      | 100 m     | 11 s 31 |
| 2021 | Championnats d'Amérique du Sud         | Guayaquil         | 1re      | 200 m     | 23 s 10 |
| 2022 | Championnats du monde en salle         | Belgrade          | 8e       | 60 m      | 7 s 21  |
| 2022 | Championnats ibéro-américains          | La Nucia          | 1re      | 100 m     | 11 s 22 |
| 2022 | Championnats ibéro-américains          | La Nucia          | 1re      | 200 m     | 23 s 53 |
| 2023 | Championnats d'Amérique du Sud         | São Paulo         | 1re      | 100 m     | 11 s 17 |
| 2023 | Championnats d'Amérique du Sud         | São Paulo         | 1re      | 4 x 100 m | 43 s 47 |
| 2024 | Championnats ibéro-américains          | Cuiabá            | 2e       | 100 m     | 11 s 23 |
| 2024 | Championnats ibéro-américains          | Cuiabá            | 1re      | 4 x 100 m | 43 s 54 |

## Records
| Épreuve   | Temps        | Lieu        | Date             |
| --------- | ------------ | ----------- | ---------------- |
| 60 m      | 7 s 14 (AR)  | Belgrade    | 18 mars 2022     |
| 100 m     | 11 s 03      | Guadalajara | 6 juillet 2018   |
| 200 m     | 22 s 47 (AR) | Eugene      | 19 juillet 2022  |
| 4 × 100 m | 42 s 11      | Ostrava     | 8 septembre 2018 |